# Borox
Borox è un comune spagnolo di 3 605 abitanti situato nella comunità autonoma di Castiglia-La Mancia.